# Ponta Delgada (Santa Cruz das Flores)
Ponta Delgada es una freguesia portuguesa perteneciente al municipio de Santa Cruz das Flores, situado en la Isla de Flores, Región Autónoma de Azores. Posee un área de 18,72 km² y una población total de 453 habitantes (2001). La densidad poblacional asciende a 24,2 hab/km².
- Datos: Q2064946
- Multimedia: Ponta Delgada (Santa Cruz das Flores) / Q2064946

1. ↑  Worldpostalcodes.org,código postal n.º 9970-064.